# Aleksandr Krestinin
Aleksandr Sergeyevich Krestinin (em russo, Александр Сергеевич Крестинин — Krasnodar, 19 de setembro de 1978) é um ex-futebolista e treinador de futebol russo que atuava como zagueiro. Atualmente treina o Bunyodkor, time do Campeonato Uzbeque de Futebol. 

## Carreira
Krestinin iniciou a carreira em 1995, no Kolos Krasnodar, atuando por 2 temporadas. Em 1997, foi jogar no Rostselmash-d (atual Rostov), porém não entrou em campo.
Defendeu também Kuban Krasnodar, Krasnoznamensk, Gazovik Orenburg, Kaspiy, Spartak Tambov, Reutov, Don Novomoskovsk, Yassi-Sairam, Nara-ShBFR Naro-Fominsk, Spartak Shchyolkovo, Smena Komsomolsk-na-Amure, Metallurg Krasnoyarsk e Neftchi Kochkor-Ata e Avtodor Timashyovsk, voltando ao Neftchi em 2010, quando iniciou a carreira de técnico.
Voltaria aos gramados em 2012 para atuar no Legion Krasnodar, antes de pendurar definitivamente as chuteiras no mesmo ano.
Desde outubro de 2014, é o treinador da Seleção Quirguiz, exercendo paralelamente o mesmo cargo no Dordoi Bishkek.
A equipe nacional do Quirguistão com ele pela primeira vez entrou na Copa da Ásia de 2019.